# L'Homme de Lisbonne
Pour plus de détails, voir Fiche technique et Distribution.

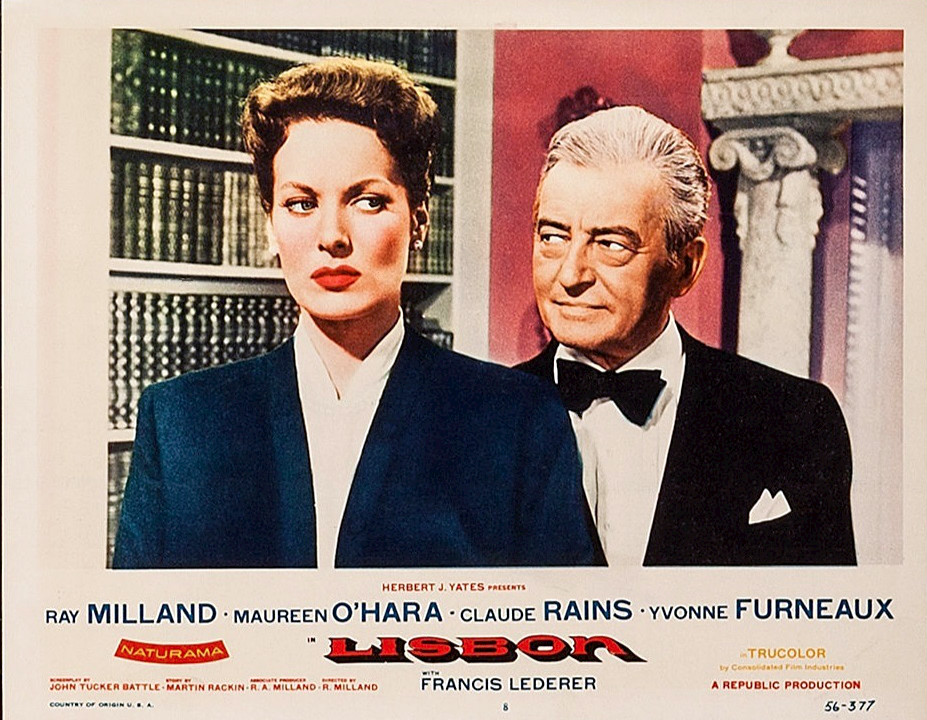
Maureen O'Hara et Claude Rains

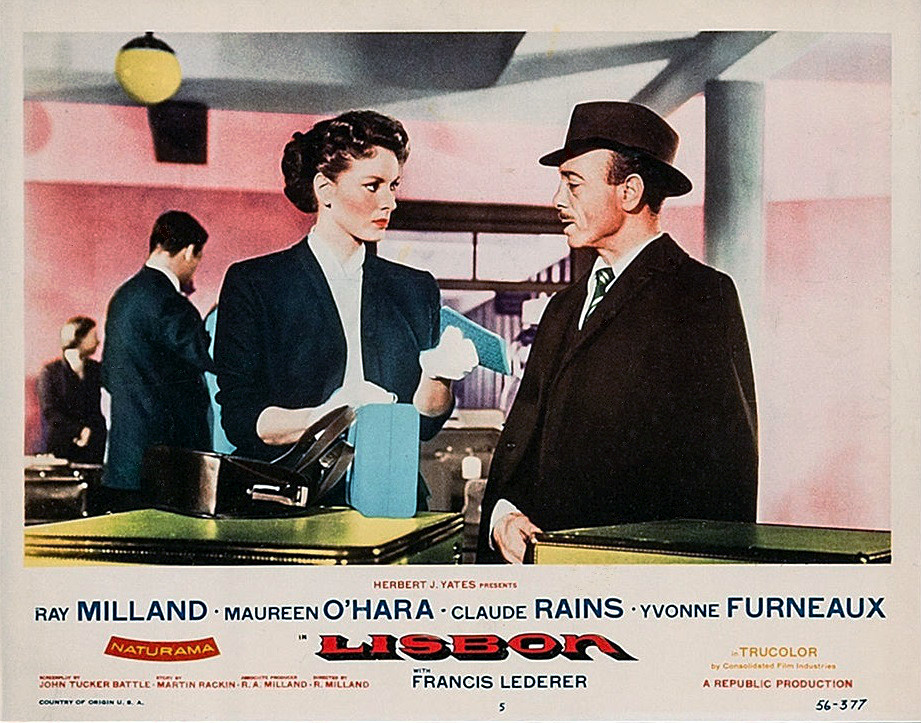
Maureen O'Hara

L'Homme de Lisbonne (Lisbon) est un film américain réalisé par Ray Milland et sorti en 1956.

## Synopsis
Un passeur américain opérant à Lisbonne se fait embaucher dans le but d'extrader un riche industriel piégé de l’autre côté du rideau de fer.

## Fiche technique
- Titre : L'Homme de Lisbonne
- Titre original : Lisbon
- Réalisation : Ray Milland
- Scénario : John Tucker Battle d'après une histoire de Martin Rackin
- Production : Ray Milland
- Société de production : Republic Pictures
- Photographie : Jack A. Marta
- Montage : Richard L. Van Enger
- Musique : Nelson Riddle
- Direction artistique : Frank Arrigo
- Décors : Eduardo Anahory
- Costumes : Adele Palmer
- Pays d'origine : États-Unis
- Format : Couleur (Trucolor) - 35 mm - 2,35:1 - Son : Mono (RCA Sound Recording)
- Genre : Film d'aventure
- Durée : 90 minutes
- Dates de sortie :
  - États-Unis : 17 août 1956
  - France : 15 février 1957
- Affiche : Constantin Belinsky (France)

## Distribution
- Ray Milland : Capitaine Robert John Evans
- Maureen O'Hara : Sylvia Merrill
- Claude Rains : Aristides Mavros
- Yvonne Furneaux : Maria Maddalena Masanet
- Francis Lederer : Seraphim
- Percy Marmont : Lloyd Merrill
- Jay Novello : Inspecteur Joao Casimiro Fonseca
- Edward Chapman : Edgar Selwyn
- Harold Jamieson : Philip Norworth
- Humberto Madeira : Tio Rabio